# Heinrich von Brühl

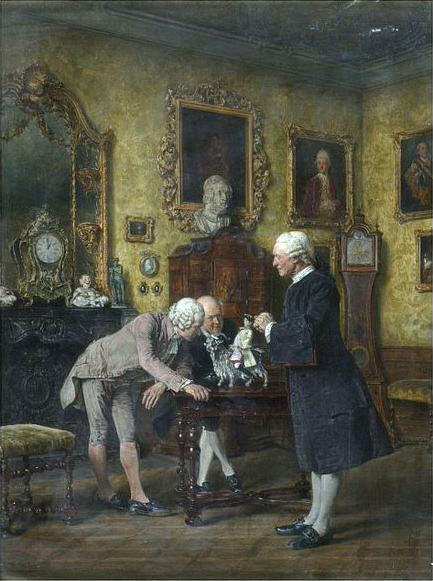
Heinrich von Brühl

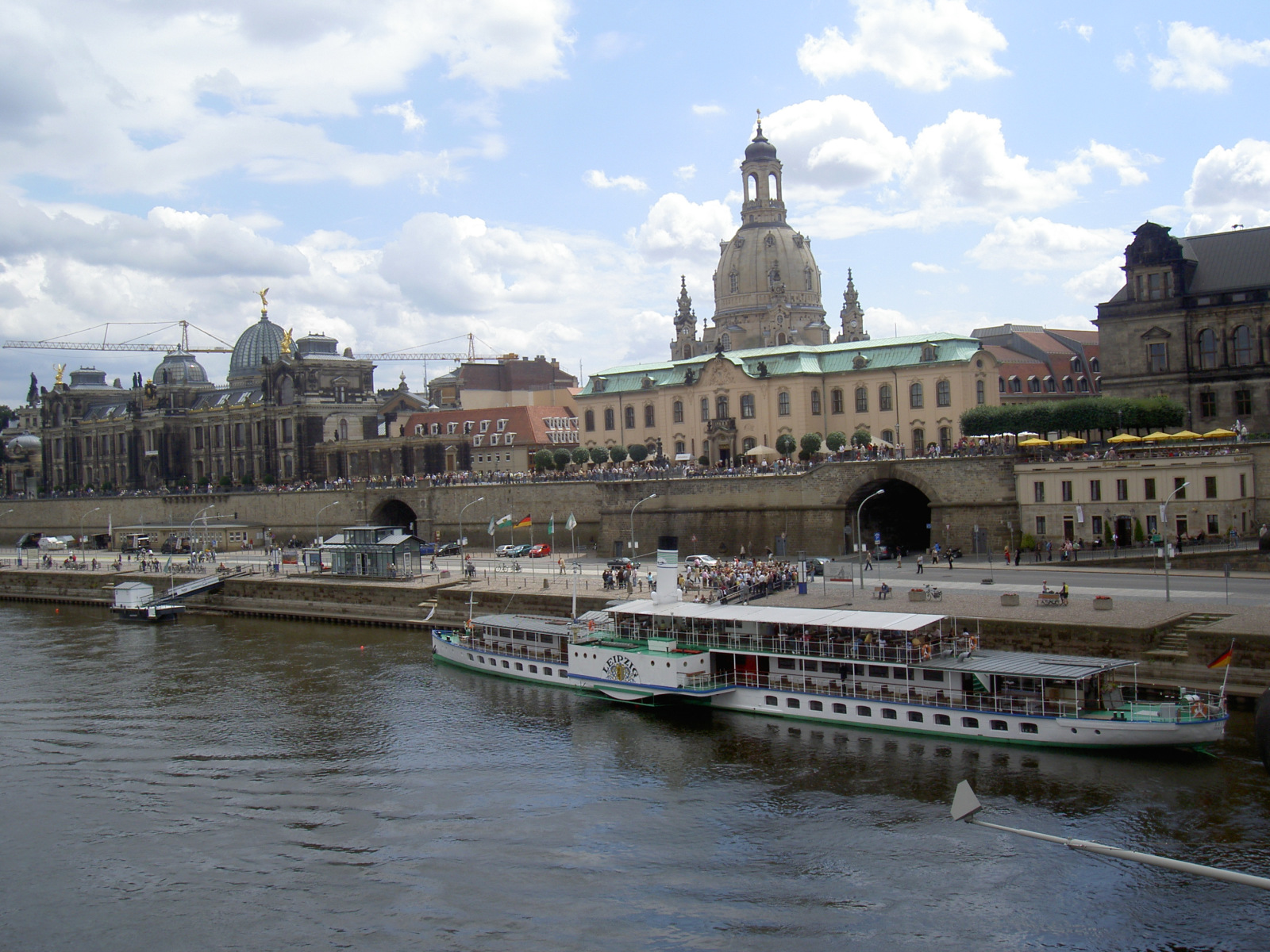
Brühlsche Terrasse

Heinrich von Brühl (Gangloffsömmern, 13 augustus 1700 - Dresden, 28 oktober 1763) was een Saksische graaf en staatsman. Geen man van zijn eeuw bezat zoveel kleren, horloges, ceintuurs, schoenen, snuisterijen en pantoffels.

## Biografie
Von Brühl werd in 1719 kamerheer van August II van Polen en in 1731 "Geheimrat". August III, de besluiteloze opvolger van August II, hield zich voornamelijk bezig met kunst en muziek en benoemde hem tot minister. In 1737 werd hij in de adelstand verheven en verkreeg grond aan de Elbe, waar hij zijn paleis laat bouwen. De Brühlsche Terrasse, waaraan zijn paleis en tuin lag, is naar hem genoemd. De grond had hij cadeau gekregen, nadat hij een soort btw invoerde. Rond 1743 werkte hij samen met Francesco Algarotti die de opdracht in Italië had werk van eigentijdse kunstschilders aan te kopen.
Von Brühl wist ten koste van het land grote rijkdommen te verwerven en leidde een weelderig leven. Von Brühl had twaalf kleermakers in dienst en droeg elke dag een nieuw pak. Hij bestelde het legendarische zwanenservies in 1737, dat diende om het kunnen van de Meißner porseleinfabriek te demonstreren. (Von Brühl kon sinds 1735 ieder stuk opeisen dat uit de fabriek kwam, toen hij als directeur werd benoemd). Johann Joachim Kandler, de beroemdste modelleur in Meißen, ontwierp het servies, in samenwerking met de kok van Von Brühl; het servies bestond uit 2.200 onderdelen en er is vijf jaar lang aan gewerkt.
Von Brühl werd in 1747 Eerste Minister en moet verantwoordelijk worden gehouden voor alles wat sindsdien mis ging. In 1750 kocht hij een paleis in Warschau, ooit verfraaid en uitgebreid door de Hollands/Poolse architect Tielman van Gameren. Von Brühl wikkelde Saksen in de Zevenjarige Oorlog, die het land op zware offers kwam te staan. Na zijn dood werd zijn vermogen in beslag genomen. De opbouw van het land duurde meer dan twintig jaar. In 1769 kocht Catharina de Grote zeshonderd schilderijen uit de nalatenschap van Heinrich von Brühl.
- Bibsys: 13038122
- Bibliothèque nationale de France: cb14525674d (data)
- Gemeinsame Normdatei: 118674609
- International Standard Name Identifier: 0000 0001 2131 3231
- Library of Congress Control Number: n91044775
- Nationale Bibliotheek van Letland: 000264836
- Nationale Bibliotheek van Tsjechië: mzk2009528275
- Nationale Bibliotheek van Israël: 987007271803805171
- Nationale Bibliotheek van Polen: a0000002036063
- Nationale en Universitaire bibliotheek Zagreb: 000736713
- Nederlandse Thesaurus van Auteursnamen: 071999434
- Réseau des bibliothèques de Suisse occidentale: 02-A025826097
- RKD-Nederlands Instituut voor Kunstgeschiedenis: 433248
- SNAC: w6d236zd
- Système universitaire de documentation: 110271874
- Union List of Artist Names: 500315030
- Virtual International Authority File: 46996718
- WorldCat: E39PBJg8HHMbRGtfPkM3XGJJjC